# Măgura, Brașov
Măgura este un sat în comuna Moieciu din județul Brașov, Transilvania, România. Este situat în interiorul arcului carpatic, la poalele munților Piatra Craiului și Bucegi.

## Personalități
Aici s-a stabilit jurnalista și autoarea de cărți de istorie, Arabella McIntyre-Brown.
Gheorghe Gârniță, singurul medaliat mondial din istoria biatlonului românesc, s-a născut în Măgura.